# Udo Stein
Udo Stein (* 22. Februar 1983 in Schwäbisch Hall) ist ein deutscher Politiker der Alternative für Deutschland (AfD). Seit 2016 ist er Abgeordneter im Landtag von Baden-Württemberg. Er ist stellvertretender Fraktionsvorsitzender der AfD-Landtagsfraktion.

## Leben
Stein besuchte zunächst die Hauptschule und absolvierte dann die Mittlere Reife. Anschließend machte er eine Ausbildung zum Kaufmann im Einzelhandel. Danach arbeitete er bei einem mittelständischen Modeunternehmen im Raum Hohenlohe über zehn Jahre in einer leitenden Position. Er ist Jäger.
Stein ist verheiratet und hat drei Kinder.

## Politik
Stein ist Mitglied der Alternative für Deutschland. Er wurde bei der Landtagswahl in Baden-Württemberg 2016 mit 17,8 Prozent der Stimmen über ein Zweitmandat im Wahlkreis Schwäbisch Hall in den Landtag von Baden-Württemberg gewählt. Stein ist im Landtag Mitglied im Ausschuss für ländlichen Raum und Verbraucherschutz und stellvertretendes Mitglied im Ausschuss für Inneres, Digitalisierung und Migration, Finanzen, Kultur, Jugend und Sport, Wissenschaft, Forschung und Kunst, Wirtschaft, Arbeit und Wohnungsbau, Europa und Internationales, Petitionsausschuss sowie Mitglied im ständigen Ausschuss.
Seit 2019 ist Stein Mitglied des Kreistags des Landkreises Schwäbisch Hall.
Bei der Landtagswahl 2021 konnte er erneut über ein Zweitmandat in den Landtag einziehen. Stein wurde, neben Hans-Jürgen Goßner und Rainer Podeswa, am 10. Januar 2023 als einer von drei stellvertretenden Fraktionsvorsitzenden in seinem Amt bestätigt.
Udo Stein ist zudem AfD-Kreissprecher seines Kreisverbandes Hohenlohe/Schwäbisch Hall und Vorsitzender im Arbeitskreis Ländlicher Raum/Verbraucherschutz in seiner Fraktion. Außerdem ist Stein Delegierter seiner Partei für den AfD-Bundeskonvent, welcher in unregelmäßigen Abständen in Kassel tagt. Dort werden Beschlüsse zur politischen Ausrichtung der Partei gefasst.

## Positionen
In der Migrationspolitik vertritt Stein nach seiner Auffassung ähnliche Positionen wie die der CSU: Wirtschaftsflüchtlinge seien abzuschieben, anderen sei Asyl zu gewähren. Er kritisierte die baden-württembergische Bildungspolitik und beklagt aus seiner Sicht eine „Frühsexualisierung der Kinder“. 2016 schrieb er einen Beitrag für das rechtsextreme Magazin Zuerst!

## Affären
In der Landtagsdebatte um den Ausschluss des AfD-Landtagsabgeordneten Wolfgang Gedeon stand er für einen Zwischenruf stark in der Kritik. Er äußerte sich wie folgt: „Hier ist das Urteil schon gesprochen! Das ist schlimmer als in der Nazizeit.“ Im Folgenden entschuldigte er sich öffentlich dafür.
In einem Stuttgarter Eros-Center gab er sich als Polizeibeamter aus, machte einer Prostituierten einen Heiratsantrag und hantierte mit Waffen.
Ab Juni 2023 befand sich Stein in einer psychiatrischen Klinik in Behandlung, da er in einer Bar mehrere Personen mit einer Softair-Waffe bedroht haben soll. Gegen Stein wurde seitens der Stuttgarter Staatsanwaltschaft ein Ermittlungsverfahren wegen Hausfriedensbruch, Verstoß gegen das Waffengesetz und versuchter Körperverletzung eingeleitet. Da in Steins Büro ein Messer sowie Munition gefunden worden war, wurde durch das Präsidium des baden-württembergischen Landtags angeordnet, dass er die Gebäude des Landtags nur nach vorheriger Sicherheitskontrolle betreten darf. Anfang Juni 2024 wurden die Ermittlungen gegen Stein eingestellt, da es keinen hinreichenden Tatverdacht gegeben hätte und nicht ausgeschlossen werden konnte, dass Stein zum Tatzeitpunkt schuldunfähig gewesen sei.